# Карл Шух
Карл Шух је био апотекар и главни командант Добровољног ватрогасног друштва Нови Врбас
Родио се у Новом Врбасу где је стекао основно образовање. Студије фармације је завршио у Бечу и вратио се у Нови Врбас где је отворио апотеку. По традицији, његов рад је наставио син Јулиус, који је исто био и члан DVD.
Као апотекар, био је веома угледна и цењена личност у Врбасу. 
Оснивач је Добровољног ватрогасног друштва у Новом Врбасу и до смрти члан и главни заповедник. Током дугогодишњег рада у ватрогасном друштву био је задужен за набавку опреме и успостављање реда и дисциплине. Након 25 година рада, повукао се са места заповедника и дужност предао Мартину Крамеру.